# Erwin Vetter (arbitre)
Pour l’article homonyme, voir Erwin Vetter.
Erwin Vetter, né le 30 novembre 1919 et mort le 14 janvier 2007, est un arbitre est-allemand de football des années 1960. Il débute l'arbitrage en 1960 et fut arbitre international dès 1963. Il est référencé comme attaché à la ville de Schönebeck.

## Carrière
Il n'officie que dans des éliminatoires :
- Tours préliminaires à la Coupe du monde de football 1966 (1 match)
- Coupe de Roumanie de football 1965-1966 (finale)
- Éliminatoires du championnat d'Europe de football 1968 (2 matchs)